# توینستد
توینستد (به انگلیسی: Twinstead) یک روستا و محله مدنی در بریتانیا است که در برینتری واقع شده‌است. توینستد ۱۵۵ نفر جمعیت دارد.